# August Brande
August Brande (geboren 20. Dezember 1820 in Hannover; gestorben 23. Dezember 1875 ebenda) war ein deutscher Arzt, Brauereibesitzer und Mitglied des Reichstags.

## Leben

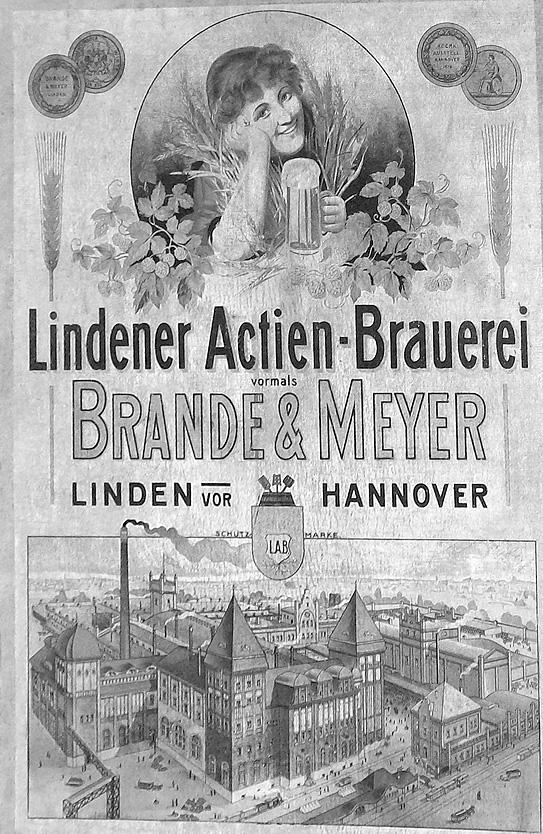
Werbeplakat Lindener Actien-Brauerei, vorm. Brande & Meyer, um 1900

August Brande war der Sohn des hannöverschen Hofapothekers, Oberbergkommissärs und Senators Friedrich Wilhelm Brande (1793–1838). Er studierte ab 1841 Medizin an der Universität Göttingen und wurde dort Mitglied des Corps Hannovera.
1852 gründete Brande gemeinsam mit seinem Schwager, dem Kaufmann Eduard Meyer in Linden, eine Brauerei für untergäriges Lagerbier nach Bayerischer Art, die 1817 umfirmierte in Lindener Aktien-Brauerei, vorm. Brande & Meyer.
Von 1867 bis 1870 war Brande Mitglied des Preußischen Abgeordnetenhauses für den Wahlkreis Hannover 21 (Einbeck) und die Nationalliberale Partei.
1874 wurde er Mitglied des Reichstages für den Wahlkreis Provinz Hannover 9 (Springe-Hameln-Eldagsen) und die Nationalliberale Partei. Sein Tod führte 1876 zu einer Nachwahl im Wahlkreis, die der welfische Politiker Ernst Ludwig von Lenthe für sich entscheiden konnte.

## Familie und Porträts

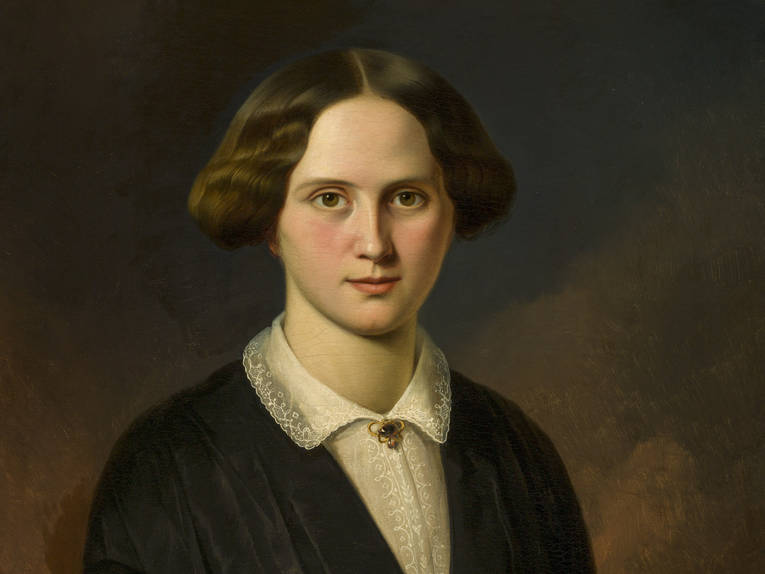
Porträt von Brandes Ehefrau Auguste;
Ölmalerei (Ausschnitt) 1850/51 von Edmund Koken, Historisches Museum Hannover

August Brande war verheiratet mit Auguste. Die Eheleute ließen von sich ein Porträtpaar von dem Maler Edmund Koken fertigen. Die beiden Ölgemälde mit Brustbildern des Ehepaares „in dunklen, schlichten Tönen, die Gesichter aber in sanftem Licht [...] und voll stiller Würde“ ersteigerte der Freundeskreis des Historischen Museums Hannover im Jahr 2013 für 2700 Euro bei einem örtlichen Auktionshaus.

## Brandestraße
Die noch zu Lebzeiten Brandes im Jahr 1874 im hannoverschen Stadtteil Waldhausen angelegte Brandestraße erhielt den „Namen des früheren Mitbesitzers des Grundstückes, auf welchem die Straße erbaut ist“. Zur Zeit des Nationalsozialismus war die Straße von 1938 bis 1945 in Braunauer Straße umbenannt worden nach dem Geburtsort von Adolf Hitler, Braunau am Inn.